# Pygommatius limbus
Pygommatius limbus là một loài ruồi trong họ Asilidae. Pygommatius limbus được Scarbrough & Marascia miêu tả năm 2003.